# Associazione Sportiva Fidelis Andria 2004-2005
Questa pagina raccoglie le informazioni riguardanti l'Associazione Sportiva Fidelis Andria nelle competizioni ufficiali della stagione 2004-2005.

## Rosa
| N. |                    | Ruolo | Calciatore            |
| -- | ------------------ | ----- | --------------------- |
|    | Nigeria (bandiera) | C     | Akande Ajide          |
|    | Italia (bandiera)  | P     | Giuseppe Aprea        |
|    | Italia (bandiera)  | D     | Carlo Balducci        |
|    | Italia (bandiera)  | P     | Lorenzo Bucchi        |
|    | Italia (bandiera)  | D     | Matteo Camasta        |
|    | Italia (bandiera)  | D     | Carmine Cioffi        |
|    | Italia (bandiera)  | C     | Vittorio Costa        |
|    | Italia (bandiera)  | D     | Samuele Emiliano      |
|    | Italia (bandiera)  | D     | Giammarco Frezza      |
|    | Italia (bandiera)  | D     | Gianluca Giovannini   |
|    | Italia (bandiera)  | A     | Umberto Gragnagniello |
|    | Italia (bandiera)  | D     | Gianluca Grassadonia  |
|    | Italia (bandiera)  | A     | Matteo Guazzo         |
|    | Italia (bandiera)  | C     | Rosario La Marca      |
|    | Italia (bandiera)  | D     | Giovanni Langella     |
|    | Italia (bandiera)  | C     | Francesco La Rosa     |

| N. |                               | Ruolo | Calciatore         |
| -- | ----------------------------- | ----- | ------------------ |
|    | Italia (bandiera)             | A     | Riccardo Lattanzio |
|    | Italia (bandiera)             | D     | Nicola Lo Calzo    |
|    | Italia (bandiera)             | P     | Vincenzo Marinacci |
|    | Italia (bandiera)             | C     | Andrea Musacco     |
|    | Italia (bandiera)             | A     | Rocco Napoli       |
|    | Italia (bandiera)             | D     | Giuseppe Pisani    |
|    | Italia (bandiera)             | A     | Mauro Ragatzu      |
|    | Italia (bandiera)             | A     | Salvatore Rizzi    |
|    | Italia (bandiera)             | C     | Francesco Scarpa   |
|    | Italia (bandiera)             | D     | Gianluca Sgarra    |
|    | Italia (bandiera)             | C     | Sirio Silvestri    |
|    | Macedonia del Nord (bandiera) | A     | Aco Stojkov        |
|    | Italia (bandiera)             | A     | Domenico Suriano   |
|    | Italia (bandiera)             | A     | Vittorio Torino    |
|    | Italia (bandiera)             | D     | Andrea Tricarico   |
|    | Italia (bandiera)             | A     | Marco Zagaria      |

## Risultati

### Campionato

#### Girone di andata
| 12 settembre 2004 1ª giornata | Fidelis Andria | 1 – 0 | Pro Patria |  |

| 19 settembre 2004 2ª giornata | Pavia | 1 – 0 | Fidelis Andria |  |

| 26 settembre 2004 3ª giornata | Fidelis Andria | 2 – 1 | Lucchese |  |

| 3 ottobre 2004 4ª giornata | Torres | 1 – 0 | Fidelis Andria |  |

| 10 ottobre 2004 5ª giornata | Fidelis Andria | 1 – 1 | Acireale |  |

| 17 ottobre 2004 6ª giornata | Fidelis Andria | 0 – 2 | Prato |  |

| 24 ottobre 2004 7ª giornata | Como | 2 – 1 | Fidelis Andria |  |

| 31 ottobre 2004 8ª giornata | Fidelis Andria | 0 – 3 | Novara |  |

| 7 novembre 2004 9ª giornata | Frosinone | 1 – 0 | Fidelis Andria |  |

| 14 novembre 2004 10ª giornata |  | – Turno di riposo |  |  |

| 21 novembre 2004 11ª giornata | Fidelis Andria | 0 – 0 | Pisa |  |

| 28 novembre 2004 12ª giornata | Sangiovannese | 3 – 0 | Fidelis Andria |  |

| 5 dicembre 2004 13ª giornata | Fidelis Andria | 0 – 0 | Pistoiese |  |

| 8 dicembre 2004 14ª giornata | Grosseto | 0 – 0 | Fidelis Andria |  |

| 12 dicembre 2004 15ª giornata | Fidelis Andria | 1 – 0 | Cremonese |  |

| 19 dicembre 2004 16ª giornata | Mantova | 0 – 0 | Fidelis Andria |  |

| 6 gennaio 2005 17ª giornata | Fidelis Andria | 1 – 1 | Spezia |  |

| 9 gennaio 2005 18ª giornata | Vittoria | 1 – 0 | Fidelis Andria |  |

| 16 gennaio 2005 19ª giornata | Fidelis Andria | 1 – 0 | Lumezzane |  |

#### Girone di ritorno
| 23 gennaio 2005 20ª giornata | Pro Patria | 0 – 0 | Fidelis Andria |  |

| 30 gennaio 2005 21ª giornata | Fidelis Andria | 2 – 2 | Pavia |  |

| 6 febbraio 2005 22ª giornata | Lucchese | 1 – 1 | Fidelis Andria |  |

| 13 febbraio 2005 23ª giornata | Fidelis Andria | 1 – 1 | Torres |  |

| 16 febbraio 2005 24ª giornata | Acireale | 0 – 0 | Fidelis Andria |  |

| 20 febbraio 2005 25ª giornata | Prato | 1 – 1 | Fidelis Andria |  |

| 27 febbraio 2005 26ª giornata | Fidelis Andria | 3 – 0 | Como |  |

| 6 marzo 2005 27ª giornata | Novara | 1 – 0 | Fidelis Andria |  |

| 13 marzo 2005 28ª giornata | Fidelis Andria | 1 – 1 | Frosinone |  |

| 20 marzo 2005 29ª giornata |  | – Turno di riposo |  |  |

| 26 marzo 2005 30ª giornata | Pisa | 2 – 0 | Fidelis Andria |  |

| 20 aprile 2005 31ª giornata | Fidelis Andria | 1 – 2 | Sangiovannese |  |

| 6 aprile 2005 32ª giornata | Pistoiese | 4 – 1 | Fidelis Andria |  |

| 10 aprile 2005 33ª giornata | Fidelis Andria | 0 – 0 | Grosseto |  |

| 17 aprile 2005 34ª giornata | Cremonese | 4 – 1 | Fidelis Andria |  |

| 24 aprile 2005 35ª giornata | Fidelis Andria | 0 – 1 | Mantova |  |

| 1º maggio 2005 36ª giornata | Spezia | 0 – 0 | Fidelis Andria |  |

| 8 maggio 2005 37ª giornata | Fidelis Andria | 2 – 2 | Vittoria |  |

| 15 maggio 2005 38ª giornata | Lumezzane | 0 – 2 | Fidelis Andria |  |